# Axios (nyhedsmedie)
 For alternative betydninger, se Axios. (Se også artikler, som begynder med Axios)
Axios (stiliseret som AXIOS) er en amerikansk, digital nyhedstjeneste grundlagt i 2016 af tidligere Politico-journalister Jim VandeHei, Mike Allen, og Roy Schwartz. Nyhedsmediet blev officielt lanceret i 2017. Webstedets navn kommer fra græsk: ἄξιος (áxios), hvilket betyder "værdig".  Ifølge stifterne er det etablerede mediebillede "ødelagt" af en model, VandeHei til mediet VanityFair forklarer som "bare skaber en masse internettrafik". Axios dækker emnerne erhverv, teknologi, politik og medier.

## Grundlæggelse
Axios ' grundlægger Jim VandeHei har udtalt, at han sigter efter en blanding af The Economist og Twitter . VandeHei har sagt, at Axios ville fokusere på "kollisionen mellem teknologi og områder som bureaukrati, sundhedspleje, energi og transportinfrastrukturen" . Ved lanceringen blev Nicholas Johnston, en tidligere administrerende redaktør på Bloomberg LP, ansat som chefredaktør. 

## Indhold
Axios' indhold er rettet mod digitale platforme som Facebook og Snapchat såvel som på dets eget website. Indholdet udsendes desuden igennem nyhedsbreve blandt andre under temaerne politik, teknologi og sundhed. Derudover skriver medstifter Mike Allen, som tidligere forfattede nyhedsbrevet "the Playbook" hos Politico, hver dag en nyhedsopsamling. Axios' nyheder udmærker sig ved deres kortfattedhed og direkte fremgangsmåde. Opslagende, der tilnærmelsesvis ligner indlæg på sociale medier som Facebook, er som regel kortere end 300 ord og inddelt i under mellemrubrikker, som f.eks. "Hvorfor er dette vigtigt:", "Hurtig gennemgang:" eller "I mellem linjerne:".
Mediets journalister optræder med jævne mellemrum på tv-stationerne NBC News og MSNBC, der begge er eget af NBC. NBC er også finansierende af Axios. Mike Allen, Axios' medstifter, optræder fra tid til anden på nyheds- og aktualitetsprogrammet Morning Joe, der sendes hver morgen på MSNBC.